# フライハイワークス
フライハイワークス株式会社（英: Flyhigh Works Co., Ltd.）は、東京都台東区駒形に所在する日本のゲームソフトパブリッシャー。

## 概要
台湾系日本人の黄政凱によって2011年4月12日に設立。主に海外製インディーゲームのローカライズや発売を行っている。会社名は、セガのゲームソフト『バーニングレンジャー』のテーマソング「Burning Hearts 〜炎のANGEL〜」の歌詞の一部「フライハイ」と、かつて黄が在籍していたゲーム会社・アークシステムワークスが由来となっている。
起業当初は社員が黄ひとりの状態で日本製ゲームソフトの中国語繁体字版や英語版へのローカライゼーションを請け負い、5pb.（現・MAGES.）が発売したゲームソフト『STEINS;GATE』の中国版などを担当。また、開発元として個人製作のスマートデバイス用アプリ『「いつでも一緒に。」BLACK JACK』のニンテンドー3DS（以下3DS）向け移植（発売元はトムクリエイト）なども行った。その後、同じくスマートデバイス用アプリを3DS向けに移植した『魔女と勇者』を自社パブリッシング第1弾タイトルとして2013年4月にリリースし、14万ダウンロードのヒットとなった。
2017年には、Nintendo Switchのローンチタイトルとして、Rayarkがスマートデバイス向けに展開していたゲームアプリ『VOEZ』の移植版を投入。同年末にはニンテンドーeショップにて配信中のニンテンドー3DSとWii U用のダウンロードソフトが累計100万ダウンロード（製品版のみ）を突破した。
2020年9月には、『魔神少女』シリーズを開発するINSIDE SYSTEMとの共同出資によりバーチャルYouTuberプロダクション「ビータスクリエイション」のマネジメント会社となる株式会社シェガーを設立し、黄が代表を務めた。

## 作品

### 発売ソフト
複数のプラットフォームで発売された同ソフトは最初の発売日のみ記載。
| 発売日         | タイトル                                                            | 備考 |
| -------------- | ------------------------------------------------------------------- | --- |
| 2013年4月17日  | 魔女と勇者                                                          | |
| 2013年5月22日  | ガンマンストーリー                                                  | |
| 2013年6月26日  | ゲキヤバランナー                                                    | |
| 2013年9月11日  | ブランチ☆パニック!                                                  | |
| 2013年10月16日 | ワケダス                                                            | |
| 2013年11月27日 | アーバントライアル フリースタイル                                   | |
| 2013年12月18日 | プチノベル「収穫の十二月」                                          | |
| 2013年12月18日 | Aiレース:スピード                                                   | |
| 2014年1月29日  | プチノベル「境域の一月」                                            | |
| 2014年2月26日  | プチノベル「贈与の二月」                                            | |
| 2014年3月19日  | プチノベル「恋々の三月」                                            | |
| 2014年4月23日  | プチノベル「青嵐の四月」                                            | |
| 2014年4月30日  | スノーモーターレーシング3D                                          | |
| 2014年5月21日  | プチノベル「闘劇の五月」                                            | |
| 2014年6月19日  | ウオキャッチ!                                                       | |
| 2014年6月25日  | プチノベル「婚儀の六月」                                            | |
| 2014年6月25日  | Shizuku                                                             | |
| 2014年7月16日  | プチノベル「神学の七月」                                            | |
| 2014年8月6日   | 魔神少女 -Chronicle 2D ACT-                                         | |
| 2014年8月20日  | クニットアンダーグラウンド                                          | |
| 2014年8月27日  | プチノベル「祝祭の八月」                                            | |
| 2014年8月27日  | アクアモーターレーシング3D                                          | |
| 2014年9月24日  | プチノベル「子宮の九月」                                            | |
| 2014年10月8日  | フェアルーン                                                        | |
| 2014年10月22日 | プチノベル「破談の十月」                                            | |
| 2014年10月29日 | Aiレース:X                                                          | |
| 2014年10月29日 | アミーロ・ザ・アルマジロ                                            | |
| 2014年11月19日 | プチノベル「別離の十一月」                                          | |
| 2014年11月26日 | SQUIDS-ひっぱりイカの大冒険-                                        | |
| 2014年12月24日 | プチノベル「収斂の十二月」                                          | |
| 2015年1月28日  | アイコンパズル タッピンゴ                                           | |
| 2015年2月18日  | KAMI                                                                | |
| 2015年3月4日   | ガンマンストーリー2                                                 | |
| 2015年3月18日  | ギアナシスターズ:ツイステッドドリームズ                             | |
| 2015年3月25日  | サムライディフェンダー                                              | |
| 2015年4月22日  | Shizuku Memory                                                      | |
| 2015年7月31日  | POLARA                                                              | |
| 2015年8月11日  | BABOON!                                                             | |
| 2015年10月28日 | ガンマンストーリーHDコレクション                                    | |
| 2015年11月4日  | 魔神少女 エピソード2 -願いへの代価-                                 | |
| 2016年2月17日  | 魔女と勇者II                                                        | |
| 2016年6月7日   | ミスターパンプキンの不思議な旅                                      | |
| 2016年6月15日  | スライムの野望                                                      | |
| 2016年6月17日  | 魔神少女音楽外伝 ルディミカル♪ ノリノリズムにゃん!                  | |
| 2016年7月13日  | フェアルーン2                                                       | |
| 2016年8月3日   | クターのナワトビ                                                    | |
| 2016年8月3日   | クターの取り放題                                                    | |
| 2016年8月3日   | クターのチューブライダー                                            | |
| 2016年8月3日   | クターのリフト                                                      | |
| 2016年8月3日   | クターの粉                                                          | |
| 2016年8月3日   | クターの地下バーガー工場                                            | |
| 2016年8月3日   | クターのQ                                                           | |
| 2016年8月3日   | クターの魔球                                                        | |
| 2016年8月3日   | クターのコンサートスタッフ                                          | |
| 2016年8月3日   | クターのエンドロール                                                | |
| 2016年9月2日   | ドランシア・サーガ                                                  | |
| 2016年11月16日 | クエストオブダンジョンズ                                            | |
| 2016年11月30日 | ぐるみん3D                                                          | |
| 2016年12月16日 | マルディタカスティーラ-ドン・ラミロと呪われた大地-                  | |
| 2016年12月28日 | SEVERED-セヴァード-                                                 | |
| 2017年2月15日  | スバラシティ                                                        | |
| 2017年3月3日   | VOEZ                                                                | |
| 2017年4月13日  | 神巫女 -カミコ-                                                     | |
| 2017年5月1日   | Ninja Smasher!                                                      | 当初の発売元だったPUMOの破産を受けて版権を取得し再発売。                                                                                              |
| 2017年5月17日  | アーバントライアル: フリースタイル2                                 | |
| 2017年5月25日  | グーの惑星                                                          | |
| 2017年5月31日  | 王国の道具屋さん                                                    | 当初の発売元だったPUMOの破産を受けて版権を取得し再発売。                                                                                              |
| 2017年5月31日  | アルケミックダンジョンズ                                            | |
| 2017年6月1日   | リトルインフェルノ                                                  | |
| 2017年6月7日   | ゲキヤバランナーハバネロ                                            | |
| 2017年6月8日   | ヒューマン・リソース・マシーン                                      | |
| 2017年7月6日   | IMPLOSION                                                           | |
| 2017年9月14日  | PAN-PAN〜ちっちゃな大冒険〜                                         | |
| 2017年9月21日  | DEEMO                                                               | |
| 2017年10月5日  | 鯉(KOI)                                                             | |
| 2017年11月9日  | キャットクエスト                                                    | |
| 2017年11月16日 | テスラグラッド                                                      | |
| 2017年11月23日 | スチームワールドディグ2                                             | |
| 2017年11月30日 | OPUS-地球計画                                                       | |
| 2017年12月7日  | スプラッシャー                                                      | |
| 2017年12月14日 | RIVE:アルティメットエディション                                     | |
| 2017年12月27日 | 魔神少女 エピソード3 -勇者と愚者-                                   | |
| 2017年12月27日 | 魔女と勇者III                                                       | |
| 2018年1月18日  | World to the West                                                   | |
| 2018年2月1日   | ガンズゴア&カノーリ                                                 | |
| 2018年3月9日   | ゴルフストーリー                                                    | |
| 2018年3月22日  | OPUS-魂の架け橋                                                     | |
| 2018年4月5日   | アンエピック                                                        | |
| 2018年4月19日  | ニンジャストライカー!                                               | |
| 2018年5月17日  | フェアルーンコレクション                                            | |
| 2018年6月14日  | Lanota                                                              | |
| 2018年7月5日   | スチームワールドディグ                                              | |
| 2018年7月12日  | スチームワールドハイスト                                            | |
| 2018年7月26日  | XEODRIFTER                                                          | |
| 2018年8月2日   | ガンズゴア&カノーリ2                                                | |
| 2018年9月6日   | スパイダーソリティアF                                               | |
| 2018年10月25日 | セブン・ビリオン・ヒューマンズ                                      | |
| 2018年11月8日  | ゴースト-1.0-                                                       | |
| 2018年12月6日  | マンティス・バーン・レーシング                                      | |
| 2019年1月10日  | アルワの覚醒                                                        | |
| 2019年1月17日  | 大富豪F.net                                                         | |
| 2019年1月24日  | 伊勢志摩ミステリー案内 偽りの黒真珠                                 | |
| 2019年1月31日  | OPUSコレクション 地球計画+魂の架け橋                                | 『OPUS-地球計画』と『OPUS-魂の架け橋』をセットにしたパッケージ版。                                                                                    |
| 2019年2月7日   | キャプテン スターワン                                               | |
| 2019年2月28日  | 大繁盛!まんぷくマルシェ                                             | |
| 2019年4月25日  | Cytus α                                                             | |
| 2019年4月11日  | スライムタクティクス                                                | |
| 2019年5月30日  | ワードマン                                                          | |
| 2019年6月20日  | メカフォース                                                        | |
| 2019年6月27日  | スチームワールドクエスト                                            | |
| 2019年7月11日  | ELLI -エリ-                                                         | |
| 2019年11月7日  | ガンズ・オブ・マーシー                                              | |
| 2019年11月14日 | ギガンティック・アーミー                                            | |
| 2019年12月12日 | ゴルフピークス                                                      | |
| 2020年1月16日  | Degrees of Separation                                               | |
| 2020年2月6日   | キャットクエスト2                                                   | |
| 2020年3月12日  | ヒューマン・リソース・マシーン デラックス                           | 『ヒューマン・リソース・マシーン』と『セブン・ビリオン・ヒューマンズ』をセットにしたパッケージ版。                                                    |
| 2020年4月2日   | ショベルナイト                                                      | パッケージ版のみ発売元を担当。 |
| 2020年4月23日  | セレステ                                                            | パッケージ版のみ発売元を担当。 |
| 2020年8月20日  | ブーメランヒュー                                                    | |
| 2020年8月27日  | フォレジャー                                                        | パッケージ版のみ発売元を担当。 |
| 2020年9月3日   | Slay the Spire                                                      | パッケージ版のみ発売元を担当。 |
| 2020年9月10日  | アーバントライアルトリッキー                                        | |
| 2020年11月12日 | Hidden Through Time                                                 | |
| 2020年11月26日 | フェノトピア                                                        | |
| 2020年12月17日 | アルワの遺産                                                        | |
| 2020年12月24日 | 秋田・男鹿ミステリー案内 凍える銀鈴花                               | |
| 2021年1月28日  | ザ フレンズ オブ リンゴ イシカワ & アレスト オブ ア ストーン ブッダ | 『The friends of Ringo Ishikawa』と『Arrest of a stone Buddha』をセットにしたパッケージ版。                                                           |
| 2021年2月25日  | ワンステップフロムエデン                                            | パッケージ版のみ発売元を担当。 |
| 2021年3月4日   | スーパーメットボーイ!                                               | |
| 2021年6月10日  | マーセナリーズブレイズ 黎明の双竜                                   | Steam版のみ発売元を担当。 |
| 2021年8月26日  | 退魔忍法帖〜妖怪地獄変〜                                            | Steam版のみ発売元を担当。 |
| 2021年11月12日 | Archemic Cutie                                                      | Steam版のみ発売元を担当。 |
| 2021年12月4日  | The Captain                                                         | |
| 2021年12月9日  | トランシルビィ                                                      | |
| 2022年1月27日  | 疾風のうさぎ丸 〜ふたつの冒険譚〜                                   | Steam版のみ発売元を担当。 |
| 2022年3月10日  | Shirone: the Dragon Girl                                            | |
| 2022年4月1日   | ピコンティア                                                        | Steamの早期アクセス版は2020年11月7日に配信。 |
| 2022年5月26日  | ビータスクリエイションソリティア                                    | Steam版のみ発売元を担当。 |
| 2022年6月30日  | マーセナリーズリバース 追憶のワイルドリンクス                       | Steam版のみ発売元を担当。 |
| 2022年7月5日   | 焼肉シミュレーター                                                  | Steam版は『Yakiniku Simulation』のタイトルでSecret Characterより2022年6月3日に発売済み。 現タイトルに変更したうえでフライハイワークスが発売元を担当。 |
| 2022年7月7日   | 大分・別府ミステリー案内 歪んだ竹灯篭                               | |
| 2022年11月10日 | さかだちの街                                                        | |
| 2022年11月17日 | GOODBYE WORLD                                                       | |
| 2023年5月25日  | Shinobi non Grata                                                   | |
| 2023年7月13日  | 文字遊戯 第零章                                                     | 2025年発売の『文字遊戯』のプロローグにあたる無料体験版ソフト。                                                                                        |
| 2023年7月27日  | スライムの大いなる野望                                              | |
| 2023年8月10日  | 番長タクティクス                                                    | |
| 2023年10月12日 | マーセナリーズウィングス 偽りの不死鳥                               | Steam版のみ発売元を担当。 |
| 2023年10月12日 | マーセナリーズサーガ1 はじまりの白き獅子                            | Steam版のみ発売元を担当。 |
| 2023年10月12日 | マーセナリーズサーガ2 至誠の銀鷲                                    | Steam版のみ発売元を担当。 |
| 2023年10月12日 | マーセナリーズサーガ3 キリアロスの灰狼                              | Steam版のみ発売元を担当。 |
| 2024年12月16日 | ミキとネコの島 -Neko Odyssey-                                       | |
| 2025年1月23日  | マーセナリーズラメント 銀狼と巫女を廻る七つ星                       | Steam版のみ発売元を担当。 |
| 2025年6月23日  | 月曜が来ないカフェ                                                  | |
| 2025年8月7日   | 文字遊戯                                                            | 日本語版の発売元を担当。 |
| 2025年夏予定   | らーめんシミュレーター                                              | |
| 2025年予定     | スクランブルヴァイス                                                | |
| 2025年予定     | レアランドストーリー2: チェインチの幻海                             | |
| 2026年予定     | 戦国婆伽羅                                                          | |
| 未定           | オバケな船と宝物                                                    | |
| 未定           | スポーツストーリー                                                  | |
| 未定           | フェアルーン カケラの島                                             | |

なお、2021年時点でフライハイワークスが発売元と発表されていた『Crystal Story: Dawn of Dusk』は2024年の発売時点では発売元から外れている。

### 海外向けローカライズ担当ソフト
出典：
| タイトル                                | 発売元                                      | 言語                          |
| --------------------------------------- | ------------------------------------------- | ----------------------------- |
| ROBOTICS;NOTES                          | 5pb.                                        | 中国語（繁体字）              |
| STEINS;GATE                             | 5pb.                                        | 中国語（繁体字）              |
| Karous-The Beast of Re:Eden-            | クロン                                      | 英語                          |
| 超科学脱出ストーリー 〜絶海の豪華客船〜 | インテンス                                  | 英語                          |
| マーセナリーズサーガ2                   | ライドオンジャパン                          | 英語                          |
| 不思議の国の冒険酒場                    | ライドオンジャパン                          | 英語                          |
| Campus Notes - forget me not.           | Dogenzaka Lab                               | 英語                          |
| ソリティ馬                              | ゲームフリーク （海外版は任天堂）           | 英語                          |
| コロロケの森 ぽいっと                   | ゲームドゥ                                  | 英語                          |
| 初音ミク Project DIVA Future Tone       | セガゲームス                                | 中国語（繁体字）※言語デバッグ |
| 初音ミク -Project DIVA- X HD            | セガゲームス                                | 中国語（繁体字）              |
| ぷよぷよテトリス                        | セガゲームス                                | 中国語（繁体字）              |
| 魔女と百騎兵2                           | 日本一ソフトウェア （海外版はセガゲームス） | 中国語（繁体字）              |
| CHAOS;CHILD                             | MAGES.                                      | 中国語（繁体字）              |
| 魔界戦記ディスガイア Refine             | 日本一ソフトウェア （海外版はセガゲームス） | 中国語（繁体字）※言語デバッグ |
| 魔界戦記ディスガイア5                   | 日本一ソフトウェア （海外版はセガゲームス） | 中国語（繁体字）※言語デバッグ |
| BLAZBLUE CROSS TAG BATTLE               | アークシステムワークス                      | 中国語（繁体字）              |
| ルフランの地下迷宮と魔女ノ旅団          | 日本一ソフトウェア （海外版はセガゲームス） | 中国語（繁体字）              |
| ハコニワカンパニワークス                | 日本一ソフトウェア （海外版はセガゲームス） | 中国語（繁体字）              |
| CLOSED NIGHTMARE                        | 日本一ソフトウェア （海外版はセガゲームス） | 中国語（繁体字）              |
| 嘘つき姫と盲目王子                      | 日本一ソフトウェア （海外版はセガゲームス） | 中国語（繁体字）※言語デバッグ |
| 夜迴&深夜迴 for Nintendo Switch         | 日本一ソフトウェア （海外版はセガゲームス） | 中国語（繁体字）※言語デバッグ |
| ラピス・リ・アビス                      | 日本一ソフトウェア （海外版はセガゲームス） | 中国語（繁体字）              |
| BLADE ARCUS Rebellion from Shining      | セガゲームス                                | 中国語（繁体字）※言語デバッグ |
| DESTINY CONNECT                         | 日本一ソフトウェア （海外版はセガゲームス） | 中国語（繁体字）              |
| Dragon Marked For Death                 | インティ・クリエイツ （海外版はマーベラス） | 中国語（繁体字）              |
| 逆転裁判123 成歩堂セレクション          | カプコン                                    | 中国語（繁体字）              |

## フライハイカフェ
フライハイワークスは、2019年8月5日から8月29日までの期間、既存のバーを間借りする形で喫茶店「フライハイカフェ」を渋谷区恵比寿南にオープンし、同年9月7日からは千代田区神田和泉町にて秋葉原店をオープンした。
店内では、フライハイワークスが発売した、または発売予定のゲームソフトの試遊のほか、グッズ販売も行われ、2019年11月16日から12月8日にかけては、名前入りゲームソフトの収集・返還を行う非営利団体「名前入りカセット博物館」とコラボレーションし、ロムカセットを店内に多数展示する「名前入りカセット展 2019」が開催された。
喫茶店を開店することにした理由について、黄は「東京ゲームショウの代わり」と語っている。フライハイワークスは数年にわたり東京ゲームショウに出展していたが、莫大なお金と労力を費やしたにもかかわらずメディアで扱われたのはほんの僅かだったことから出展する意味があるのか疑念を抱き、数日のイベントのために大金を投じるよりもそのお金で年間を通してゲームソフトの展示場所を運営しようと考えたことがきっかけとなっている。
新型コロナウイルス感染症の拡大を受けて2020年3月23日から一定期間営業休止の措置を取り、その後、同年3月31日をもって営業を終了することとなった。